# Coeliccia flavicauda ssp. masakii
Coeliccia flavicauda ssp. masakii је инсект из реда Odonata и фамилије Platycnemididae. 

## Угроженост
Ова врста се сматра угроженом.

## Распрострањење
Ареал врсте је ограничен на једну државу. 
Јапан је једино познато природно станиште врсте.

## Станиште
Станиште врсте су слатководна подручја. 